# Права жінок
Протягом історії роль жінок у суспільстві змінювалась. В сучасних суспільствах жінки досі дискримінуються за правами через свою стать. Рівність прав людини для жінок, порівняно з чоловіками, тобто юридичні права та можливості доступу до них, відстоює всесвітній феміністичний рух.

## Перелік прав, які виборюють жінки
Питання, що стосуються прав жінок, включають, зокрема, такі права людини (список неповний):
Права щодо політичної участі та влади:
- право голосувати (виборче право), див. Суфражизм;
- право обіймати державні посади (див. Список жінок-глав держав та урядів та Гендерні квоти);
- право спадкувати трон.[1]

Права на доступ до правосуддя:
- право на рівність перед законом та свободу від дискримінації;
- право позиватися до суду та свідчити в суді;
- право на самозахист та справедливий суд (презумпція невинуватості); див. Звинувачення жертви та Міфи про зґвалтування;

Права фінансового плану:
- право володіти, розпоряджатися коштами та майном (вкладати, позичати, дарувати, заповідати й передавати у спадок);
- право спадкувати майно своїх рідних та (або) чоловіка;
- право укладати договори, зокрема, фінансові;
- право на гідний рівень життя (див. Фемінізація бідності);
- право на доступ до товарів та послуг належної якості за однаковою ціною: без податку на рожеве (pink tax))

Освітні та трудові права:
- право на освіту в усіх дисциплінах з однаковим навчальним та виховним планом; право вступу до навчальних закладів;
- право на працю у всіх галузях (див. горизонтальна гендерна сегрегація ринку праці) та на всіх рівнях посад (вертикальна сегрегація. Див. Скляна стеля);
- право отримувати справедливу оплату праці (див. Гендерний розрив в оплаті праці);
- право на розподіл та компенсацію неоплачуваної хатньої, репродуктивної, доглядової праці (див. Третя зміна);

Права щодо шлюбу (сімейне право):
- право вільно укладати шлюб за згодою:
  - право на свободу від примусових шлюбів;
  - право на захист від дитячих шлюбів;
  - право на захист від шлюбів викраденням нареченої;
- право на оплачувані декретні відпустки без збитку кар'єрі;
- права опіки над дітьми;
- права усиновлення/удочеріння, в тому числі для лесбійських пар;
- право на розлучення та вступ у повторний шлюб;
- право на справедливий поділ майна при розлученні;
- право на отримання аліментів на спільних дітей з батьків, які покинули родину;

Права на свободу та захист від всіх форм насильства проти жінок:
- право на життя (свободу від феміцидів, як-от убивств честі, спалення вдів, побиття камінням, селективних абортів);
- право на свободу від торгівлі людьми (дівчатами та жінками) та втягнення в проституцію;
- право на свободу та захист від домашнього насильства (див. Стамбульська конвенція);
- право на свободу від сексуального насильства:
  - право на захист від інцесту,
  - право на захист від педофілії та розбещення (див. Вік сексуальної згоди),
  - право на захист від зґвалтувань, зокрема, зґвалтувань у шлюбі (див. Згода на секс),
  - право на захист від сексуальних зловживань та сексуальних домагань (зокрема, на робочому місці та на вулиці),
  - право на захист від геноцидного та воєнного сексуального насильства;
  - право на свободу від сексуальної експлуатації та сексуального рабства (зокрема, у проституції та порнографії. Див. Шведська модель);

Репродуктивні права:
- право на сексуальну освіту;
- право на свободу від калічення вульви;
- право на доступ до засобів менструальної гігієни,
- право на доступ до планування родини;
- право на доступ до безпечної контрацепції;
- право на безпечний та легальний аборт (див. Полеміка щодо аборту);
- право на свободу від примусових стерилізацій (див. Стерилізація корінних американок);
- право на свободу від примусових вагітностей;
- право на свободу від репродуктивного тиску;
- право на свободу від перевірок так званої цноти;

Права на охорону здоров'я:
- право на якісну медичну допомогу (див. Материнська смертність, Післяпологові ускладнення);
- право на участь у медичних дослідженнях (див. Жіноче здоров'я);
- право на доступ до безпечних та легальних контрацепції та абортів;
- право на свободу від акушерського насильства;

Права щодо людської гідності:
- право на свободу одягу (див. Жінки в ісламі);
- право на повноцінну участь у релігії та віросповідання;
- право на репрезентацію в медіа та культурі без гендерних стереотипів, сексизму, мізогінії, сексуальної об'єктивації та мови ворожнечі;
- право на представленість у мові;
- авторські, патентні права та право на визнання жіночої історії та внеску (див. Ефект Матильди);
- права лесбійок та негетеросексуальних жінок (шлюб, усиновлення/удочеріння, свобода від насильства на ґрунті лесбофобії, дискримінації в ЛГБТ-спільноті, протидія лесбійському стиранню. Див. Корекційне зґвалтування);
- інші права.

## Інструменти захисту прав жінок
Серед правових інструментів, розроблених для досягнення та захисту прав людини для жінок, що з різною мірою ефективності реалізуються у світі, є елементи гендерних політик, як міжнародних, так і окремих держав:
- Конвенція Генеральної Асамблеї ООН про ліквідацію всіх форм дискримінації щодо жінок (CEDAW, 1979)
- Декларація Генеральної Асамблеї ООН про усунення насильства проти жінок (1993)
- Шведська модель протидії проституції (модель протидії попиту) (1999)
- Палермський протокол проти торгівлі людьми, особливо жінками і дітьми (ООН, 2000)
- Стамбульська конвенція (Угода Ради Європи про запобігання насильству проти жінок і домашньому насильству) (2001)
- Вік сексуальної згоди, сексуальна освіта, згода на секс, репродуктивна справедливість
- Гендерні квоти, гендерний мейнстримінг, позитивні дії
- Феміністична мовна реформа

## Історія
У Давній Греції жінки не мали жодних прав. Вони займалися домашнім господарством і не брали участі в суспільному житті. Деякі грецькі мислителі вважали, що жінок не варто вчити навіть грамоти, оскільки, знаючи багато, вони перестають коритися чоловікам. Однак у Єгипті жінки вважались повноправними членами у суспільному житті: могли займати державні посади, володіти нерухомістю і розлучатися з чоловіками. Деякі успадковували трон, щоправда, здебільшого після смерті чоловіка.

### Право голосу
Деякі політики доводили, що право голосу можуть мати лише власники нерухомості чи учасники бойових дій. Але в 19 ст. ці ідеї піддано сумніву. Право голосу поширювали на бідних, однак жінок реформаційний рухи не торкнулися. На кінець ХІХ ст. світом ширився суфражизм за надання жінкам виборчих прав. Першими право голосу вибороли жінки Нової Зеландії в 1893 році. До 1920-х у більшості демократичних країн жінки здобули право голосу. Швейцарки змогли голосувати тільки в 1970-х. У ряді мусульманських держав жінки досі не можуть голосувати і претендувати на виборні посади.